# Susilo Bambang Yudhoyono

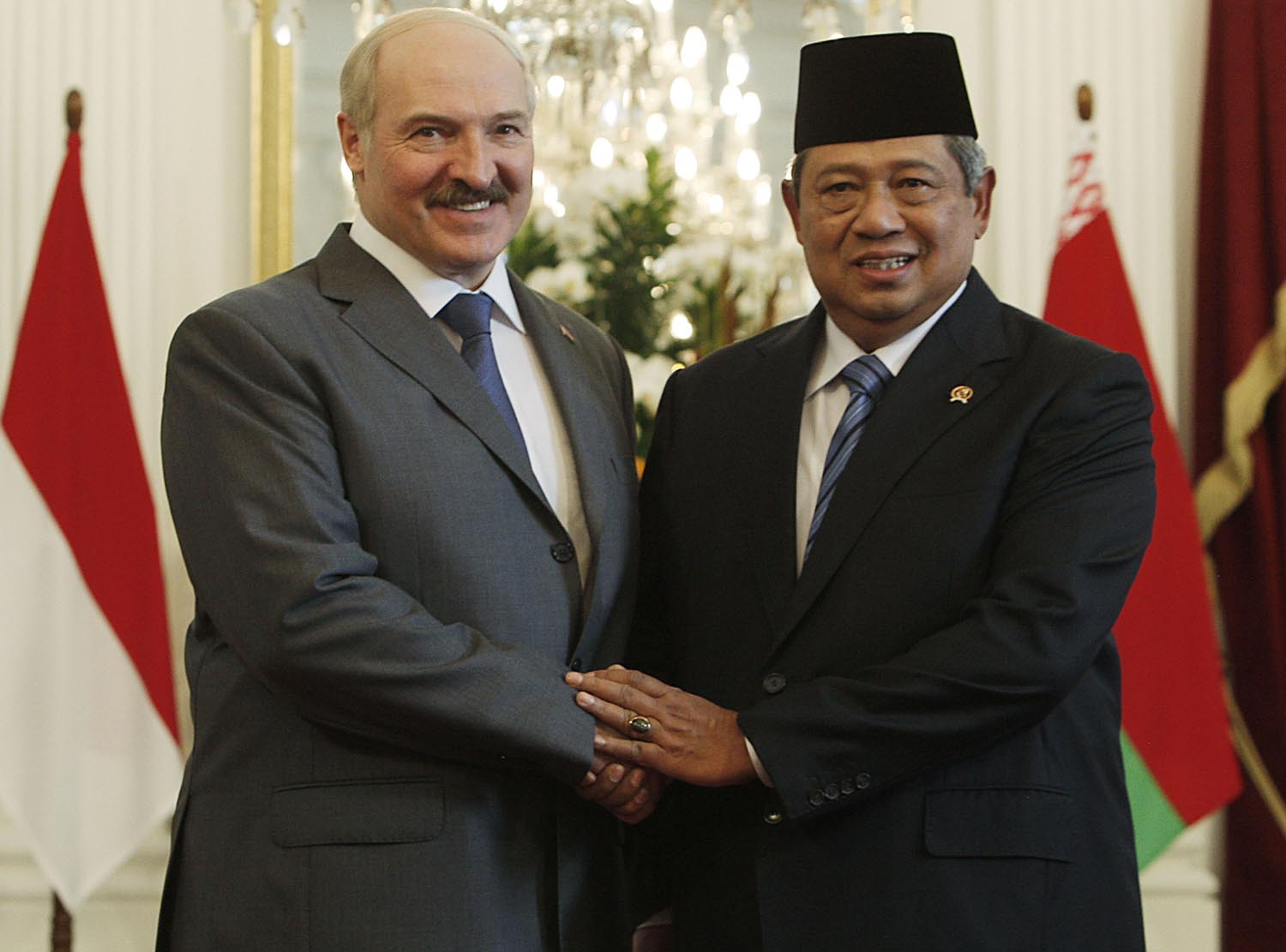
Susilo Bambang Yudhoyono i Alaksandr Łukaszenka. (2013)

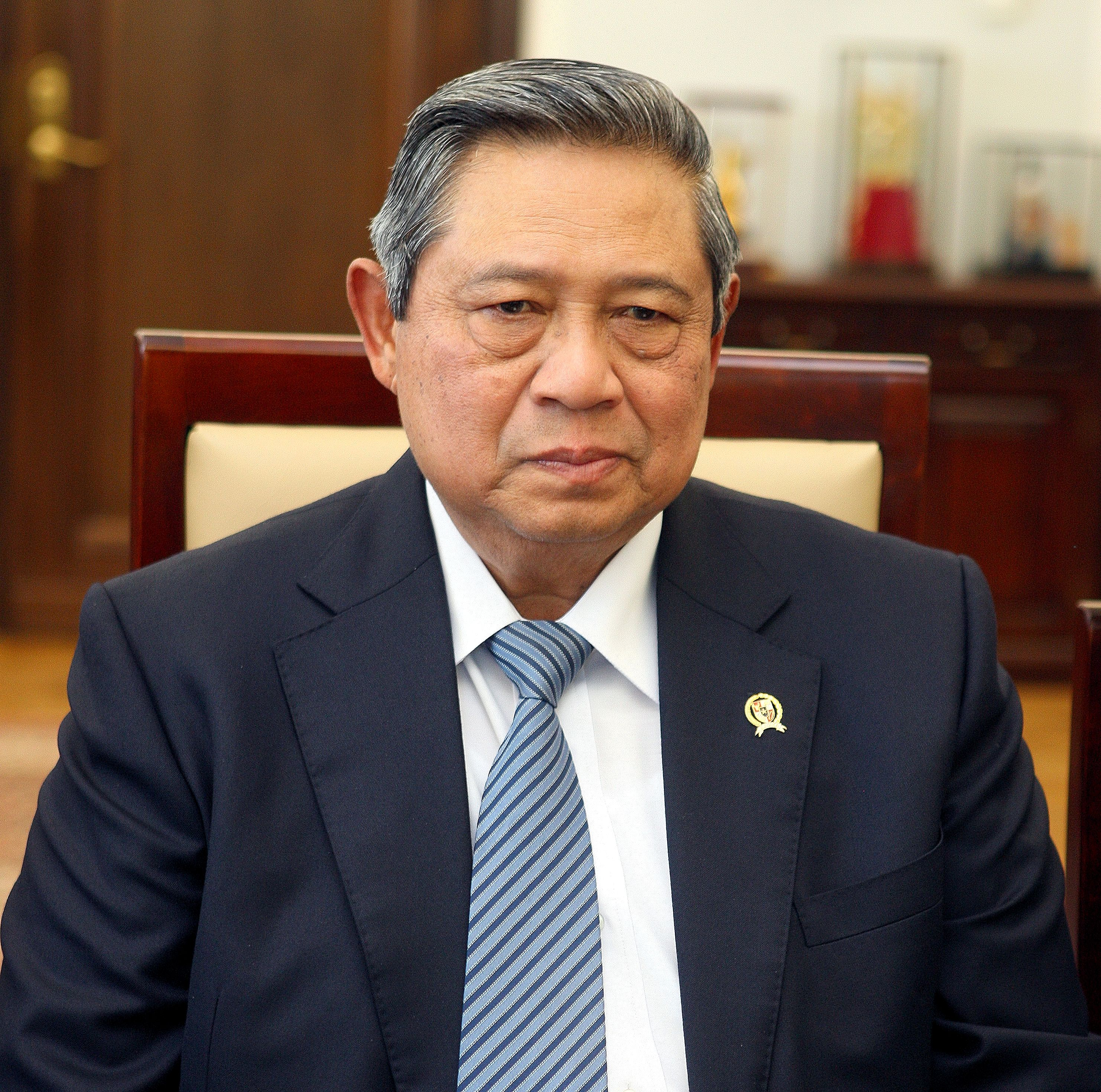
Susilo Bambang Yudhoyono w Senacie RP (2013)

Susilo Bambang Yudhoyono (ur. 9 września 1949 w Tremas w Pacitan) – polityk indonezyjski, generał, prezydent Indonezji od 20 października 2004 do 20 października 2014.

## Życiorys
Syn oficera, ukończył w 1973 Indonezyjską Akademię Wojskową. Uczestniczył w operacji zajęcia przez Indonezję Timoru Wschodniego (1975). W latach 80. uzupełniał studia w USA. W latach 1995–1996 był dowódcą indonezyjskiej misji obserwacyjnej w Bośni i Hercegowinie, następnie dowodził okręgami wojskowymi w Dżakarcie i na południowej Sumatrze. W 1997 został szefem wydziału spraw politycznych i społecznych w Sztabie Generalnym. 1 kwietnia 2000 odszedł z czynnej służby wojskowej.
W 2000 prezydent Abdurrahman Wahid powierzył mu kierowanie ministerstwem górnictwa, a po krótkim czasie mianował ministrem bezpieczeństwa. Jako szef tego kluczowego resortu Yudhoyono otrzymał zadanie odpolitycznienia armii. W 2001 Wahid, zagrożony odsunięciem od władzy, zwrócił się do szefa bezpieczeństwa o wprowadzenie stanu wyjątkowego, co pozwoliłoby to prezydentowi na rozwiązanie parlamentu i utrzymanie się na stanowisku. Po odmowie Yudhoyono został zdymisjonowany, jednak na stanowisko przywróciła go nowa szefowa państwa, Megawati Sukarnoputri, która zastąpiła Wahida w wyniku impeachmentu.
W marcu 2004 generał Yudhoyono zrezygnował ze stanowiska ministra bezpieczeństwa i skoncentrował się na kampanii prezydenckiej. 20 września 2004 pokonał w drugiej turze Megawati Sukarnoputri i został wybrany na prezydenta Indonezji. Zaprzysiężony został 20 października 2004. W roku 2009 został wybrany na drugą kadencję. Urząd prezydenta sprawował do 20 października 2014.